# Oskar Marvik
Oskar Marvik (22 novembre 1995) è un lottatore norvegese, specializzato nella lotta greco-romana. Ai mondiali di Oslo 2021 ha guadagnato la medaglia di bronzo. Vanta due ori, un argento e due bronzi ai campionati nordici.

## Palmarès
| Anno | Manifestazione             | Sede        | Evento | Risultato | Note |
| ---- | -------------------------- | ----------- | ------ | --------- | ---- |
| 2012 | Campionati nordici cadetti | Aarhus      | 100 kg | Oro       |      |
| 2012 | Europei cadetti            | Katowice    | 100 kg | 14º       |      |
| 2014 | Campionati nordici junior  | Turku       | 96 kg  | 4º        |      |
| 2015 | Campionati nordici         | Bodø        | 130 kg | Bronzo    |      |
| 2015 | Campionati nordici junior  | Bodø        | 120 kg | Oro       |      |
| 2015 | Campionati europei junior  | Istanbul    | 120 kg | 11º       |      |
| 2016 | Europei U23                | Ruse        | 130 kg | 7º        |      |
| 2016 | Campionati nordici         | Tallinn     | 130 kg | Argento   |      |
| 2017 | Europei U23                | Szombathely | 130 kg | Bronzo    |      |
| 2017 | Europei                    | Novi Sad    | 130 kg | 17º       |      |
| 2017 | Campionati nordici         | Panevėžys   | 130 kg | Bronzo    |      |
| 2017 | Mondiali U23               | Bydgoszcz   | 130 kg | 17º       |      |
| 2018 | Campionati nordici         | Västerås    | 130 kg | Oro       |      |
| 2018 | Europei U23                | Istanbul    | 130 kg | Bronzo    |      |
| 2018 | Mondiali                   | Budapest    | 130 kg | 10º       |      |
| 2018 | Mondiali U23               | Bucarest    | 130 kg | 5º        |      |
| 2019 | Europei                    | Bucarest    | 130 kg | 13º       |      |
| 2019 | Giochi europei             | Minsk       | 130 kg | 5º        |      |
| 2019 | Mondiali                   | Nur-Sultan  | 130 kg | 26º       |      |
| 2021 | Campionati nordici         | Herning     | 130 kg | Oro       |      |
| 2021 | Mondiali                   | Oslo        | 130 kg | Bronzo    |      |